# 毒蜥科
毒蜥科（学名：Helodermatidae）为有鳞目的一个科。

## 下级分类
本科包括以下属：
- Eurheloderma Hoffstetter, 1958
- 毒蜥属 Heloderma Wiegmann, 1829
- Paraderma Estes, 1964